# Congrégation des cisterciens de l'Immaculée Conception
La congrégation des cisterciens de l'Immaculée Conception est une congrégation de l'ordre cistercien. Fondée en 1854 à Sénanque, elle fut initialement affiliée à la congrégation cistercienne Saint-Bernard d'Italie avant d'obtenir son autonomie en 1882. La maison-mère de la congrégation est l'abbaye de Lérins dont l'abbé est de droit abbé président de la congrégation. La congrégation rassemble en 2020 plusieurs monastères d'hommes et deux monastères de femmes.  

## Listes des abbayes et prieurés de la congrégation

### Abbayes et prieurés appartenant actuellement à la congrégation (en 2020)

#### France

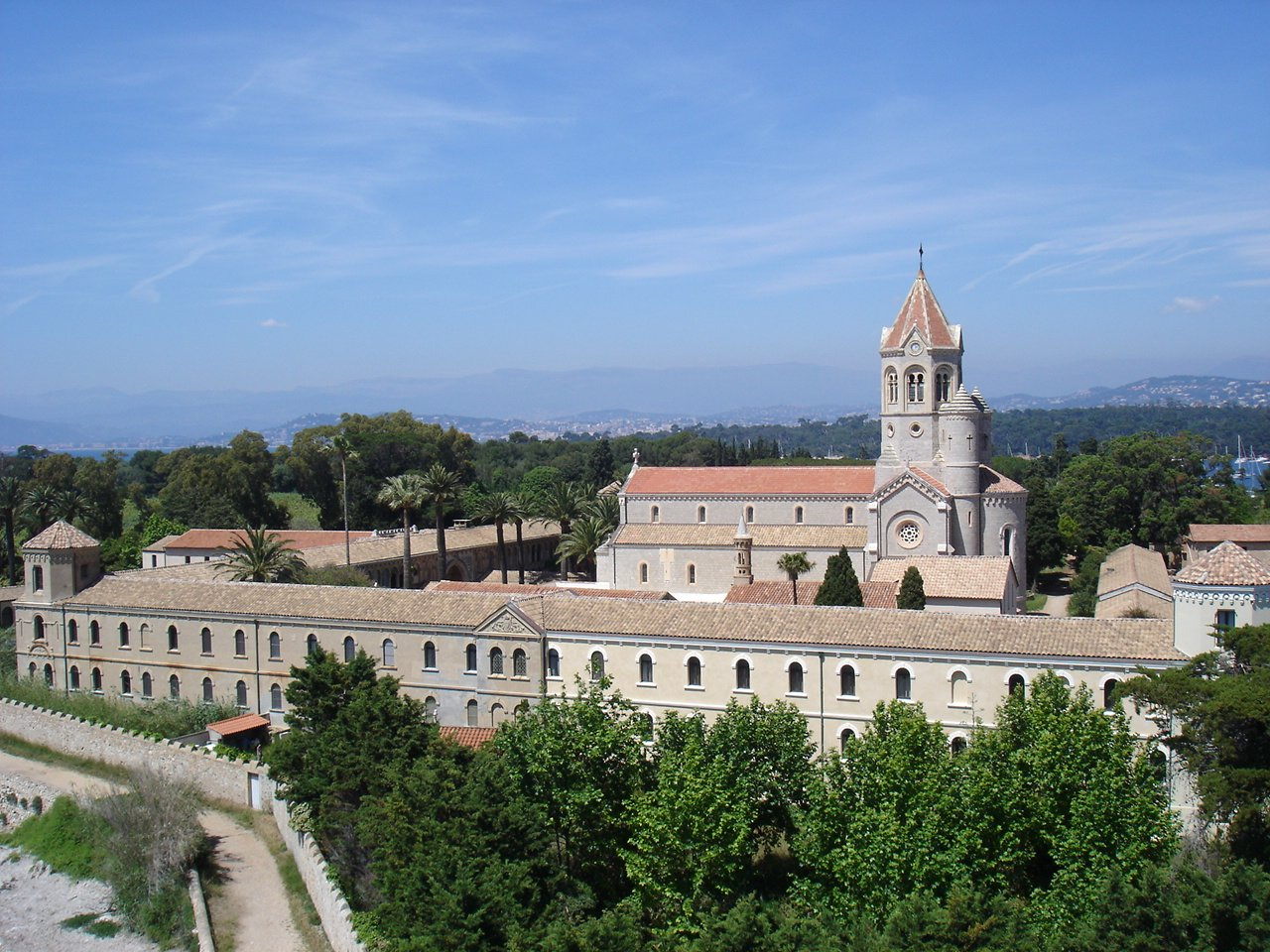
Abbaye de Lérins

- Abbaye Notre-Dame de Lérins, maison mère de la congrégation (Cannes, Alpes-Maritimes).
- Abbaye Notre-Dame de Sénanque (Gordes, Vaucluse).
- Abbaye Notre-Dame de la Paix (Castagniers, Alpes-Maritimes).
- Abbaye Sainte-Marie de Rieunette (Ladern-sur-Lauquet, Aude)

#### Canada
- Abbaye Notre-Dame de Nazareth (Rougemont, Québec).

#### Italie
- Prieuré Dominus Tecum de Pra'd Mill (Bagnolo Piemonte, Piémont)

#### Vietnam
- Abbaye Notre-Dame de My Ca.

### Abbayes et prieurés ayant anciennement appartenu à la congrégation

#### France
- Abbaye Notre-Dame de Fontfroide (Narbonne, Aude).
- Abbaye Notre-Dame d'Hautecombe (Saint-Pierre-de-Curtille, Savoie).
- Abbaye Notre-Dame de Ségriès (Moustiers-Sainte-Marie, Alpes-de-Haute-Provence).
- Abbaye Notre-Dame de Mane (Mane, Alpes-de-Haute-Provence).
- Abbaye Notre-Dame des Prés (Reillanne, Alpes-de-Haute-Provence).
- Abbaye Saint-Michel de Cuxa (Codalet, Pyrénées-Orientales).
- Abbaye Notre-Dame d'Auberive (Auberive, Haute-Marne).
- Abbaye Notre-Dame de Pont-Colbert (de) (Versailles, Yvelines).

#### Espagne
- Abbaye Notre-Dame du Suffrage (Tàrrega, Catalogne).

#### Italie
- Prieuré de Nova Lerina (Osasco, Piémont).

#### Pays-Bas
- Abbaye de Marënkroon (Onsenoort) (de) ou abbaye d'Onsenoort (Nieuwkuijk, Brabant-Septentrional)

## Liste des vicaires généraux puis abbés présidents de la congrégation
- Dom Marie Bernard Barnouin, 1868-1888[2]
- Dom Marie Jean Léonard (de), 1888-1895[3]
- Dom Marie François-Xavier Duc, 1896-1923[4]
- Dom Marie Léonce Granet, 1923-1934[5]

1934-1937 : vacance de la charge
- Dom Marie François d’Assise Causse, 1937-1945
- Dom Marie Bernard Chalagiraud, 1945-1958
- Dom Marie Bernard de Terris, 1958-1989
- Dom Marie Nicolas Aubertin, 1989-1998
- Dom Marie Vladimir Gaudrat, 1998-20..